# 朴安洙
朴安洙（韩语：／，1968年5月28日—）又譯朴安秀，為韓國陸軍將領，官拜上將（大将），曾任陸軍參謀總長。

## 生平
1968年5月28日，朴安洙生於大韩民国庆尚北道清道郡清道邑。1986年，朴氏入讀陸軍士官學校（第46期），迄1990年畢業；2006年，再取得東國大學國防管理碩士學位。
朴安洙自軍校畢業後，獲授陸軍少尉軍階。晉升上校（大領）後，朴氏歷任陸軍本部情報作戰參謀部作戰課課長等職；晉升准將後，歷任陸軍第二作戰司令部教諭訓練處主任兼第八軍參謀長、陸軍地上作戰司令部作戰參謀部作戰計劃處處長等職。晉升少将後，歷任陸軍第三十九步兵師師長、第二作戰司令部參謀長等職，任內策劃國軍日第74周年紀念活動；晉升中將後，則任第八軍軍長，任內策劃國軍日第75周年紀念活動，並出任聯合部隊指揮官。

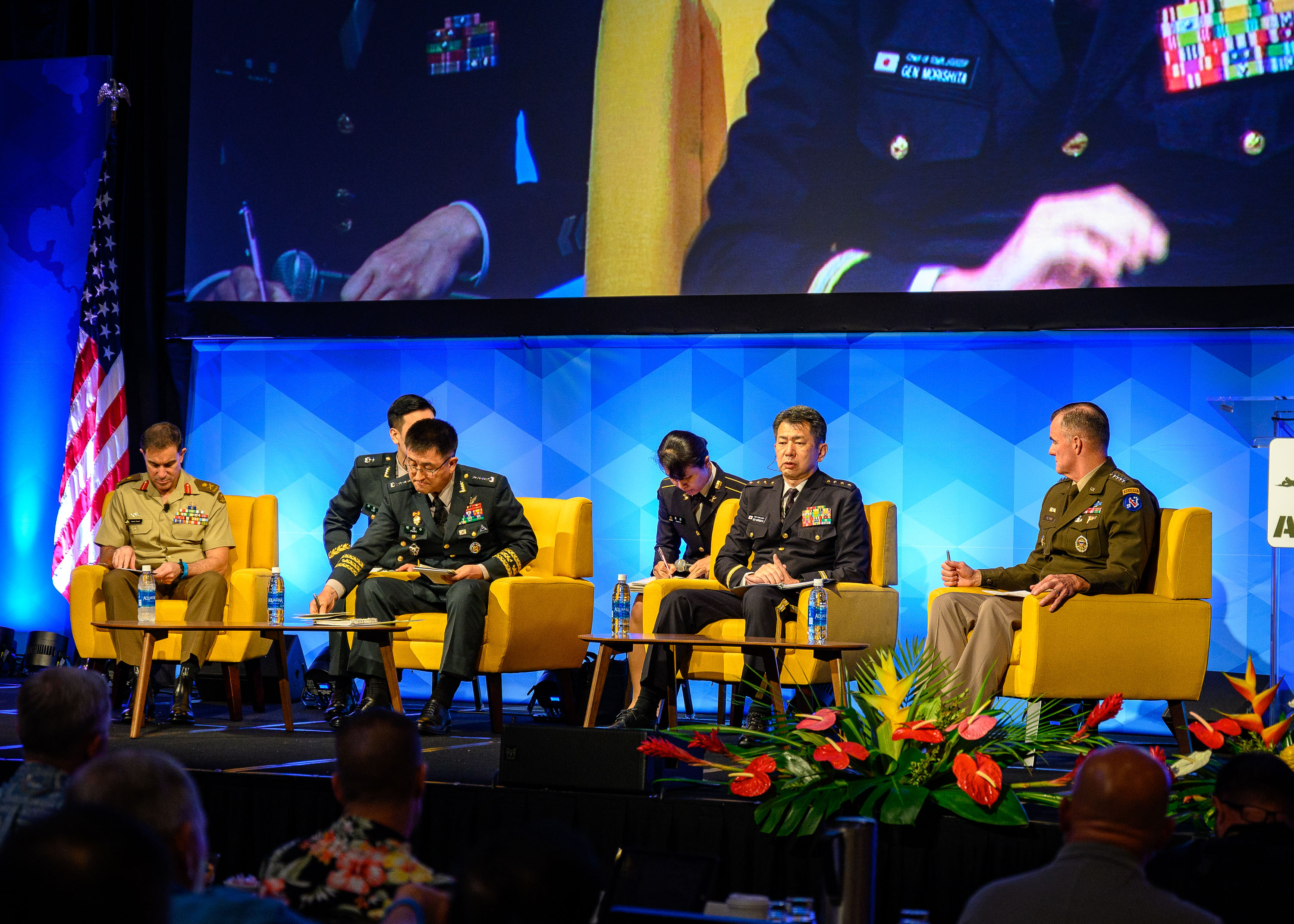
2024年5月，朴安洙（左二）於檀香山出席美國陸軍協會主辦的太平洋地面部隊會議

2023年10月，朴安洙晉任上將（大将）陸軍參謀總長，接替退伍的朴正煥。2024年12月初韓國戒嚴期間，他獲總統尹锡悦指派為戒嚴司令部司令，並發布戒嚴公告。事后，朴氏向尹锡悦提交辞呈，但被驳回。12月10日，韩国国会决议逮捕涉嫌內亂者，朴安洙名列其中。12日，国防部將朴氏停职，由陸軍第二作戰司令高昌俊代理。
朴安洙與妻子孫權熙（손권희）育有3個兒子。